# Drocourt (Yvelines)
Pour l’article homonyme, voir Drocourt (Pas-de-Calais).
Drocourt est une commune du département des Yvelines, dans la région Île-de-France, en France, située à 18 km environ au nord-est de Mantes-la-Jolie et à 9 km au nord-ouest de Meulan-en-Yvelines.
Drocourt se trouve dans le périmètre du parc naturel régional du Vexin français.
Ses habitants sont appelés les Drocourtoises, Drocourtois.

## Géographie

Localisation de Drocourt dans les Yvelines.

### Situation
Drocourt est une petite commune rurale située dans le nord du département des Yvelines et dans le sud du Vexin français, à la limite du Val-d'Oise, à 10 km environ au nord de Mantes-la-Jolie, sous-préfecture, et à 54 km environ au nord-ouest de Versailles, préfecture du département.

### Communes limitrophes
Les communes limitrophes sont Sailly au sud-est, Fontenay-Saint-Père au sud, Saint-Cyr-en-Arthies à l'ouest et Aincourt au nord, ces deux dernières communes appartenant au Val-d'Oise.

### Hydrographie
La commune de Drocourt appartient au bassin versant de la Seine qui coule à une dizaine de kilomètres au sud. Il n'existe aucun cours d'eau permanent dans la commune. Dans la partie nord-est du territoire, la plus basse à la cote 100 m, s'amorce la vallée de la Montcient, affluent de la Seine qui rejoint le fleuve à Meulan.

### Relief et géologie
La commune de Drocourt se trouve sur un plateau de 130 à 140 mètres d'altitude, légèrement entaillé par l'érosion due à la Montcient dans sa frange est. Il comprend dans sa partie nord une butte-témoin culminant à 175 mètres sur laquelle est bâti le village, tandis que vers le sud la limite communale suit le pied d'une autre butte-témoin, la butte Marisis, qui culmine à 196 mètres dans le territoire de Fontenay-Saint-Père.
Les roches sédimentaires présentes dans le sous-sol de la commune appartiennent aux étages Lutétien, Bartonien et Stampien de l'Éocène et de l'Oligocène (ère tertiaire). Sept formations géologiques affleurent dans la commune. Ce sont, de haut en bas, les argiles à meulière de Montmorency (Stampien supérieur), surplombant les sables et grès de Fontainebleau, les marnes à huîtres (Stampien moyen) et l'argile verte et meulière de Brie (Stampien inférieur), qui constituent les buttes, puis le calcaire de Saint-Ouen (Bartonien supérieur) formant le plateau. Enfin les sables de Beauchamp (Bartonien inférieur) et le calcaire grossier (Lutétien), qui est l'assise structurale du Vexin français, affleurent seulement dans la vallée de la Montcient.

### Voies de communication et transports

#### Réseau routier
Le réseau routier de la commune comprend quatre routes départementales. La plus importante, orientée sud-ouest - nord-est, est la route départementale D 983 qui relie Mantes-la-Jolie à Magny-en-Vexin. Cette route fait partie d'un itinéraire de contournement de l'agglomération parisienne par l'ouest entre Beauvais et Chartres. Le trafic moyen journalier hebdomadaire, estimé lors d'un comptage temporaire SIREDO réalisé en 2006, s'élevait à 589 véhicules. La route D 143 relie, dans le prolongement de la Grande Rue, le village à Villers-en-Arthies, la route D 130 (axe nord-sud Aincourt - Orgerus) longe la limite est de la commune et la route D 142 forme un barreau est-ouest reliant la D 983 à la D 130. En outre, la voirie communale relie Drocourt aux communes proches, Saint-Cyr-en-Arthies et Fontenay-Saint-Père.

#### Transports collectifs
La commune de Drocourt ne dispose pas de gare ferroviaire, la plus proche étant celle de Mantes-la-Jolie.
Elle est desservie par deux lignes régulière de bus, la ligne 7 du réseau de bus du Mantois, qui relie Aincourt à la gare de Poissy via Limay, et la ligne 95-11 du réseau de bus du Vexin, qui relie Aincourt à la gare de Mantes-la-Jolie via Vétheuil.
Un service de transport à la demande pendant les heures creuses, « TAMY en Yvelines », a en outre été mis en place dans le cadre de la communauté d'agglomération (CAMY).

#### Autres transports
Une ligne à haute tension du réseau RTE, connectée au poste de transformation de Porcheville, traverse la commune au sud-ouest du village.

### Climat
Pour des articles plus généraux, voir Climat de l'Île-de-France et Climat des Yvelines.
En 2010, le climat de la commune est de type climat océanique dégradé des plaines du Centre et du Nord, selon une étude du CNRS s'appuyant sur une série de données couvrant la période 1971-2000. En 2020, Météo-France publie une typologie des climats de la France métropolitaine dans laquelle la commune est exposée à un climat océanique et est dans la région climatique Sud-ouest du bassin Parisien, caractérisée par une faible pluviométrie, notamment au printemps (120 à 150 mm) et un hiver froid (3,5 °C).
Pour la période 1971-2000, la température annuelle moyenne est de 10,4 °C, avec une amplitude thermique annuelle de 14,3 °C. Le cumul annuel moyen de précipitations est de 691 mm, avec 10,7 jours de précipitations en janvier et 8,5 jours en juillet. Pour la période 1991-2020, la température moyenne annuelle observée sur la station météorologique la plus proche, située sur la commune de Magnanville à 12 km à vol d'oiseau, est de 11,6 °C et le cumul annuel moyen de précipitations est de 641,5 mm,. Pour l'avenir, les paramètres climatiques de la commune estimés pour 2050 selon différents scénarios d'émission de gaz à effet de serre sont consultables sur un site dédié publié par Météo-France en novembre 2022.

## Urbanisme

### Typologie
Au 1er janvier 2024, Drocourt est catégorisée bourg rural, selon la nouvelle grille communale de densité à sept niveaux définie par l'Insee en 2022.
Elle est située hors unité urbaine. Par ailleurs la commune fait partie de l'aire d'attraction de Paris, dont elle est une commune de la couronne,. Cette aire regroupe 1 929 communes,.

### Occupation des solssimplifiée
Le territoire de la commune se compose en 2017 de 83,84 % d'espaces agricoles, forestiers et naturels, 8,79 % d'espaces ouverts artificialisés et 7,36  % d'espaces construits artificialisés.
Le territoire communal est très largement rural (84 %), l'espace urbain construit occupant 60 hectares, soit 15,5 % du territoire total.
L'espace rural se partage principalement entre grandes cultures (céréales, colza) sur 254 hectares, soit les deux tiers de la superficie totale, et bois et forêt sur 72 hectares (soit 19 % du total). Les zones boisées sont dispersées en plusieurs parcelles, principalement à la périphérie est et sud de la commune.
La partie urbanisée comprend exclusivement des habitations individuelles. L'habitat est concentré dans le bourg où se trouvent la mairie et l'église, excentré dans la partie nord du territoire. Dans la partie est du territoire, environ 29 hectares, classés dans l'espace urbain ouvert, sont occupés par le golf du Prieuré qui s'étend principalement dans la commune voisine de Sailly. L'espace consacré aux activités économiques occupe seulement 0,6 % du territoire (2,24 ha).

## Toponymie
Le nom de la localité est attesté sous les formes Droconis curtis, Droccort en 1249, Droun curtis en 1034.
Du nom germanique Droco et du latin cortem (domaine). La « court de Droco ou Drogo ».

## Histoire
Le site de Drocourt est occupé depuis l'époque néolithique. On y a retrouvé notamment des outils en silex. Un menhir, la Pierre-Levée, était érigé autrefois au bord de la route départementale no 143 dans le nord du village est attesté. Il a été détruit en 1830. Ce menhir était constitué de grès, roche identique à celle qui constitue le menhir d'Aincourt qui se trouvait à environ 1 000 mètres au nord jusqu'à sa destruction en 1969.
analogue à celle.
Un cimetière mérovingien a été mis au jour en 1886.
La commune a été rattachée à celle de Fontenay-Saint-Père en 1972 avant d'être à nouveau érigée en commune indépendante en 1982.

## Politique et administration

### Liste des maires
| Période                                  | Période  | Identité          | Étiquette | Qualité |
| ---------------------------------------- | -------- | ----------------- | --------- | ------- |
| Les données manquantes sont à compléter. |          |                   |           |         |
| mai 1925                                 |          | L. Léger          |           |         |
| mars 1995                                | En cours | Dominique Pierret | DVD       |         |

### Instances administratives et judiciaires

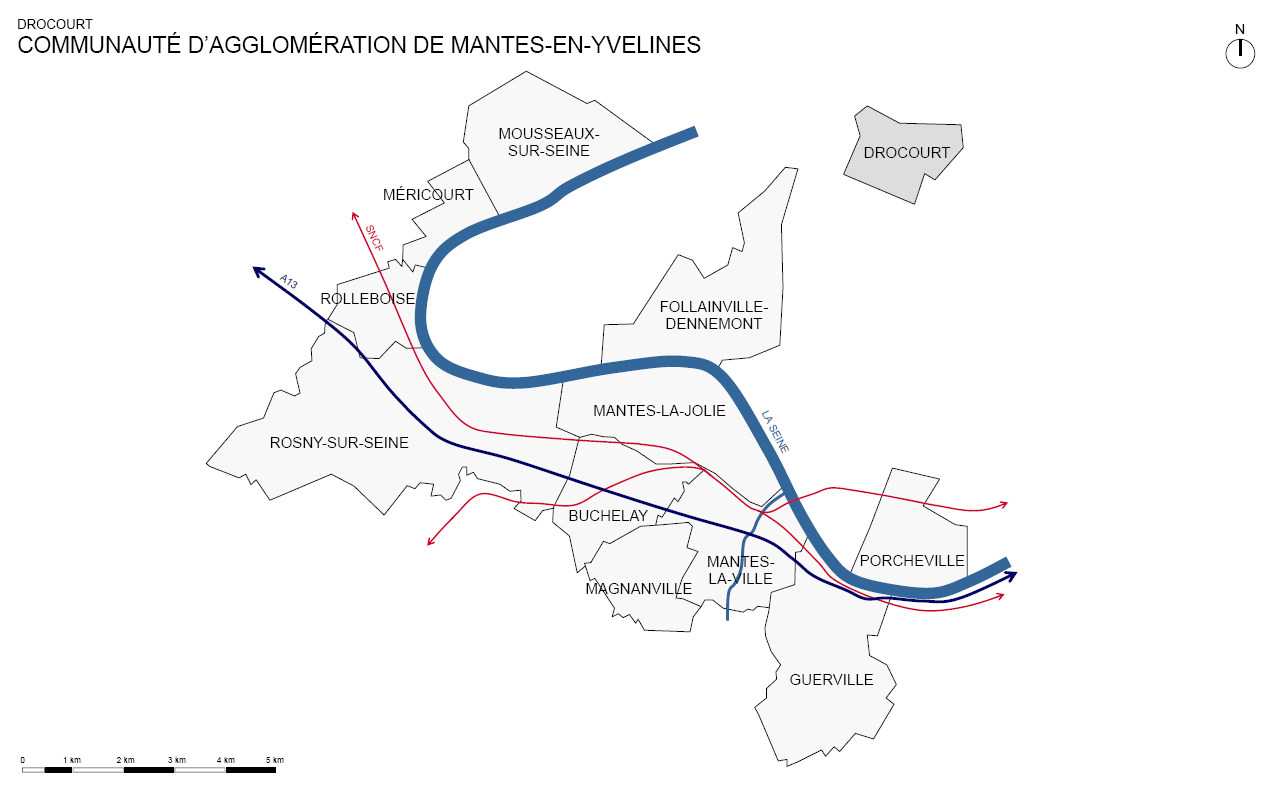
Communauté d'agglomération de Mantes-en-Yvelines.

La commune de Drocourt appartient au canton de Limay et est rattachée à la Communauté urbaine Grand Paris Seine et Oise. Elle est aussi incluse dans le territoire de l'Opération d'intérêt national Seine-Aval.
Sur le plan électoral, la commune est rattachée à la huitième circonscription des Yvelines, circonscription à dominante mi-rurale, mi-urbaine du nord-ouest des Yvelines centrée autour de la ville de Mantes-la-Jolie, dont le député est Cécile Dumoulin (UMP).
Sur le plan judiciaire, Drocourt fait partie de la juridiction d’instance de Mantes-la-Jolie et, comme toutes les communes des Yvelines, dépend du tribunal de grande instance ainsi que de tribunal de commerce sis à Versailles,.

## Population et société

### Démographie

#### Évolution démographique
L'évolution du nombre d'habitants est connue à travers les recensements de la population effectués dans la commune depuis 1793. Pour les communes de moins de 10 000 habitants, une enquête de recensement portant sur toute la population est réalisée tous les cinq ans, les populations de référence des années intermédiaires étant quant à elles estimées par interpolation ou extrapolation. Pour la commune, le premier recensement exhaustif entrant dans le cadre du nouveau dispositif a été réalisé en 2005.

En 2022, la commune comptait 556 habitants, en évolution de +0,18 % par rapport à 2016 (Yvelines : +2,72 %, France hors Mayotte : +2,11 %).
| 1793 | 1800 | 1806 | 1821 | 1831 | 1836 | 1841 | 1846 | 1851 |
| ---- | ---- | ---- | ---- | ---- | ---- | ---- | ---- | ---- |
| 300  | 275  | 293  | 245  | 253  | 244  | 238  | 243  | 234  |

| 1856 | 1861 | 1866 | 1872 | 1876 | 1881 | 1886 | 1891 | 1896 |
| ---- | ---- | ---- | ---- | ---- | ---- | ---- | ---- | ---- |
| 230  | 242  | 236  | 240  | 240  | 263  | 263  | 262  | 273  |

| 1901 | 1906 | 1911 | 1921 | 1926 | 1931 | 1936 | 1946 | 1954 |
| ---- | ---- | ---- | ---- | ---- | ---- | ---- | ---- | ---- |
| 245  | 224  | 217  | 184  | 181  | 181  | 203  | 201  | 214  |

| 1962 | 1968 | 1975 | 1982 | 1990 | 1999 | 2005 | 2006 | 2010 |
| ---- | ---- | ---- | ---- | ---- | ---- | ---- | ---- | ---- |
| 240  | 231  | 311  | 355  | 385  | 407  | 463  | 467  | 505  |

| 2015 | 2020 | 2022 | - | - | - | - | - | - |
| ---- | ---- | ---- | - | - | - | - | - | - |
| 545  | 561  | 556  | - | - | - | - | - | - |

#### Pyramide des âges
En 2018, le taux de personnes d'un âge inférieur à 30 ans s'élève à 36,4 %, soit en dessous de la moyenne départementale (38,0 %). De même, le taux de personnes d'âge supérieur à 60 ans est de 21,0 % la même année, alors qu'il est de 21,7 % au niveau départemental.
En 2018, la commune comptait 280 hommes pour 282 femmes, soit un taux de 50,18 % de femmes, légèrement inférieur au taux départemental (51,32 %).
Les pyramides des âges de la commune et du département s'établissent comme suit.
| Hommes | Classe d’âge | Femmes |
| ------ | ------------ | ------ |
| 0,0    | 90 ou +      | 0,7    |
| 4,3    | 75-89 ans    | 6,0    |
| 15,4   | 60-74 ans    | 15,7   |
| 22,1   | 45-59 ans    | 21,0   |
| 20,4   | 30-44 ans    | 21,7   |
| 17,1   | 15-29 ans    | 13,9   |
| 20,7   | 0-14 ans     | 21,0   |

| Hommes | Classe d’âge | Femmes |
| ------ | ------------ | ------ |
| 0,6    | 90 ou +      | 1,4    |
| 6      | 75-89 ans    | 7,8    |
| 13,5   | 60-74 ans    | 14,8   |
| 20,7   | 45-59 ans    | 20,1   |
| 19,6   | 30-44 ans    | 19,9   |
| 18,5   | 15-29 ans    | 16,8   |
| 21,2   | 0-14 ans     | 19,2   |

### Enseignement
Drocourt dépend de l'inspection académique de Versailles (Académie de Versailles) et de la circonscription de Mantes-la-Ville.
La commune dispose d'une école élémentaire publique. Les très jeunes enfants sont scolarisés à l'école maternelle « Les Farfadets », située dans la commune voisine de Follainville-Dennemont. Cette école intercommunale est gérée par un syndicat intercommunal à vocation scolaire réunissant les deux communes.

## Économie

### Agriculture
La commune comptait, au recensement agricole de 2000, trois exploitations agricoles, exploitant une surface de 387 hectares de SAU (surface agricole utile), consacrée quasi exclusivement à la grande culture céréalière. Cette SAU, supérieure à la superficie totale de la commune, est la surface cultivée par les exploitations ayant leur siège dans la commune, elle a augmenté de 21 % entre 1988 et 2000, passant de 321 à 387 hectares. Il n'existe aucun élevage dans la commune. La main-d'œuvre employée équivalait à 8 UTA (unité de travail annuel).

## Culture locale et patrimoine

### Lieux et monuments
- Église Saint-Denis : édifice du XIIe siècle, reconstruit à la fin du XIXe siècle.